# Traktrix

Der Finger bewegt sich auf einer Geraden und schiebt eine auf dem Boden liegende Stange vor sich her. Die Stange bricht seitlich aus, bis sie rechtwinklig zur ursprünglichen Bewegungsrichtung steht, und wird nun vom Finger gezogen. Das ferne Ende der Stange beschreibt eine eigentliche Traktrix. Die Stange ist deckungsgleich mit dem Abschnitt der Tangente zur Traktrix, der zwischen ihrem Berührpunkt und der Geraden (der Koordinatenachse) verläuft.

Traktrix (von lateinisch trahere „ziehen, schleppen“, Plural Traktrizes), auch Schleppkurve, Ziehkurve, Zugkurve, Treidelkurve, ist eine spezielle ebene Verfolgungskurve.
Der Name erklärt sich daraus, dass diese Kurve von einem Massenpunkt beschrieben wird, der mit einem ihn ziehenden Punkt verbunden ist, der sich im rechten Winkel zur ursprünglichen Verbindungslinie der beiden Punkte bewegt.

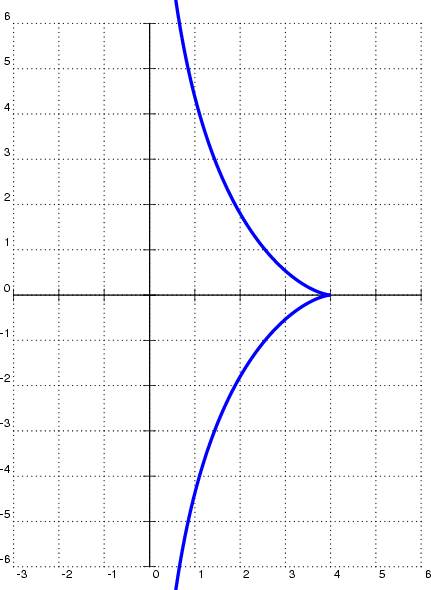
Eigentliche Traktrix, Funktionsgraph für x und y, P startet in (4,0)

Die eigentliche (gerade) Traktrix ist die Kurve, bei der für jede Tangente der Abschnitt zwischen dem Berührpunkt und der Koordinatenachse konstant ist.
Man nennt sie auch Huygens-Traktrix, nach Christiaan Huygens, der das zugrunde liegende Problem 1693 löste, nachdem es von Claude Perrault 1670 und Isaac Newton 1676 beschrieben wurde. Sie ist eine der Kurven, die mit dem Trivialnamen Hundekurve bezeichnet werden. Diese Kurve spielt in der hyperbolischen Geometrie eine wichtige Rolle.
Schon Leonhard Euler und andere beschäftigten sich bald darauf mit der allgemeinen Traktrix, die beliebige Leitkurven erlaubt. Sie spielt eine wichtige Rolle in der Modellierung des Fahrverhaltens, nämlich der Rückwärtsfahrt und dem Verhalten beim Durchfahren einer Kurve. Die daraus gewonnenen Erkenntnisse werden beim Entwurf von Straßen verwendet, um deren Befahrbarkeit zu überprüfen.

## Eigentliche Traktrix
Bildungsgesetz
Sei {\displaystyle A_{0}} der Startpunkt eines „Ziehenden“, und {\displaystyle P_{0}} der Startpunkt eines „Gezogenen“ sowie {\displaystyle d} der Abstand {\displaystyle A_{0}P_{0}>0}.
Wandert der Punkt {\displaystyle A} auf einer Geraden, und „folgt“ ihm der Punkt {\displaystyle P} in konstantem Abstand {\displaystyle d}, dann durchläuft {\displaystyle P} eine Traktrix.
Funktionsgleichung in Kartesischen Koordinaten
{\displaystyle A_{0}(0|0)} im Ursprung, {\displaystyle P_{0}(d|0)} auf der x-Achse, {\displaystyle A} bewegt sich entlang der y-Achse:
{\displaystyle y(x)=\pm \ d\cdot \underbrace {\ln \left|{\frac {d+{\sqrt {d^{2}-x^{2}}}}{x}}\right|} _{=\operatorname {arcosh} {\frac {d}{x}}}\mp {\sqrt {d^{2}-x^{2}}}}
Eine explizite Darstellung nach {\displaystyle x(y)} ist hierbei nicht möglich.
Parameterdarstellungen
- mit {\displaystyle t=\operatorname {arcosh} {\frac {d}{y}}} ergibt sich eine elegante Form (mit sech {\displaystyle z={\frac {1}{\cosh z}}}):

{\displaystyle x(t)=\pm \ d\cdot (t-\tanh t);}   {\displaystyle \quad y(t)=d\cdot \operatorname {sech} t}
- mit {\displaystyle \omega ,\sin \omega ={\frac {y}{d}},0\leq \omega \leq {\frac {\pi }{2}}}, dem Winkel zwischen x-Achse und Tangente – erfordert keine Hyperbelfunktion:

{\displaystyle x(\omega )=\pm \ d\cdot \left(\cos \omega +\ln \tan {\frac {\omega }{2}}\right);}   {\displaystyle y(\omega )=d\cdot \sin \omega }
- mit {\displaystyle \lambda =\tan {\frac {\omega }{2}}}, eine Darstellung, die die Arbeit mit tabellierten Werten erleichtert:

{\displaystyle x(\lambda )=\pm \ d\cdot \left({\frac {\lambda ^{2}-1}{\lambda ^{2}+1}}-\ln \lambda \right);}   {\displaystyle y(\lambda )=2d\cdot {\frac {\lambda }{\lambda ^{2}+1}}}

### Herleitung
Im Folgenden sei die Kurve in 1. Hauptlage betrachtet: {\displaystyle A_{0}(0|0),P_{0}(0|d),A} wandert entlang der x-Achse, mit {\displaystyle a=AA_{0}}:
1. Mit {\displaystyle d^{2}=(a-x)^{2}+y^{2}} lässt sich aus dem Bildungsgesetz direkt folgende Differentialgleichung (Tangentenbedingung) ablesen:
{\displaystyle y'={\frac {\mathrm {d} y}{\mathrm {d} x}}=\mp \ {\frac {y}{a-x}}=\mp \ {\frac {y}{\sqrt {d^{2}-y^{2}}}}}
2. Die Lösung gelingt mit der Substitution {\displaystyle {\frac {d}{y}}=\cosh t}. Dies entspricht der oben erwähnten Parameterdarstellung: {\displaystyle y={\frac {d}{\cosh t}}}.
3. Es folgt {\displaystyle dy=-d\cdot {\frac {\sinh t}{\cosh ^{2}t}}dt} und dann durch Trennung der Variablen {\displaystyle {\mathrm {d} }x\,=\,\mp \,{\frac {\sqrt {d^{2}-y^{2}}}{y}}\,{\mathrm {d} }y\,=\,\pm \,d\,\left(1-{\frac {1}{\operatorname {cosh} ^{2}t}}\right)\,{\mathrm {d} }t}

Integration liefert {\displaystyle x=\pm d\cdot (t-\tanh t)} und Rücksubstitution:
1. {\displaystyle x(y)=\pm \ d\,\left(\operatorname {arcosh} {\frac {d}{y}}-{\sqrt {1-\left({\frac {y}{d}}\right)^{2}}}\right)}

### Eigenschaften
- Offensichtlich ist {\displaystyle 0<|y|\leq |d|}. Ist {\displaystyle d<0} liegt der Graph spiegelverkehrt zur y-Achse.
- Für {\displaystyle P_{0}(0|d)} fallen beide möglichen Tangenten mit der y-Achse zusammen, der Punkt {\displaystyle P_{0}} ist also eine eigentliche Spitze.
- Die Länge der Kurve zwischen {\displaystyle x=x_{1}} und {\displaystyle x=x_{2}} errechnet sich zu: {\displaystyle l=d\cdot \ln \left({\frac {y_{1}}{y_{2}}}\right)}
- Die Fläche unter der Traktrix: {\displaystyle A=d^{2}\cdot {\tfrac {\pi }{2}}}
- Die Evolute der Traktrix ist die Katenoide {\displaystyle x=d\cdot \operatorname {cosh} \left({\frac {y}{d}}\right)}
- Wird diese Kurve um die x-Achse rotiert, so entsteht die Pseudosphäre, welche in der hyperbolischen Geometrie die Rolle der Kugel einnimmt. So ist etwa die Fläche unter der Traktrix dieselbe wie beim Halbkreis. Die Traktrix ist hierbei als Geodäte die Entsprechung der Geraden im „normalen“ (euklidischen) Raum.

## Allgemeine Traktrix
Der Begriff der Traktrix lässt sich verallgemeinern:
Gegeben seien ein Parameter t, eine Kurve k (die Leitkurve), ein beliebiger Punkt A0 (Startpunkt), der auf der Kurve k liegt, und ein beliebiger Punkt P0. Sei d der Abstand A0P0.
Wandert der Punkt A(t) mit A(0) = A0 mit wachsendem t nun entlang der Kurve k, so „folgt“ ihm der Punkt P(t) mit P(0) = P0 in konstantem Abstand d.
Die Menge aller Punkte, die P(t) durchläuft, bezeichnet man als die Traktrix der Kurve k.
{\displaystyle \mathbf {A} (t)={\mathbf {P} (t)}+d\cdot {\frac {\mathbf {\dot {P}} (t)}{|{\mathbf {{\dot {P}}(t)} }|}}} mit {\displaystyle t:{\mathbf {\dot {P}} (t)}\neq 0}
Die Traktrix ist also eine allgemeine Radiodrome mit der Funktion {\displaystyle \xi (t)={\tfrac {d}{|{\mathbf {\dot {P}} (t)}|}}}

## Anwendung im Straßenbau

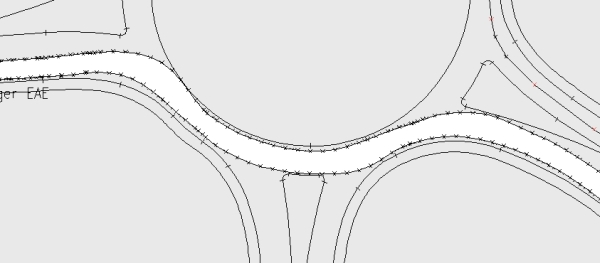
Die weiße Fläche stellt die Schleppkurve eines Pkws beim Befahren eines Kreisverkehrs dar.

Mit Hilfe der Schleppkurve kann das Fahrverhalten von Fahrzeugen modelliert werden, insbesondere der benötigte Platz bei Kurvenfahrten, aber auch das Verhalten bei Rückwärts-Fahrten sowie beim Abschleppen eines zweiten Fahrzeugs.
Beim Lenkvorgang eines Fahrzeuges laufen die Achsen hinter der Lenkachse „aus der Spur“: Sie verfolgen nicht exakt denselben Weg, so dass für eine Kurvenfahrt eine größere Fläche überstrichen wird, als der Spurstand vorgibt. 
Die Größe und Art der überstrichenen Fläche hängt von mehreren Faktoren ab:
- Dem Fahrverhalten des Fahrzeugführers
- Der Entwurfsgeschwindigkeit, d. h. die maximale Fahrgeschwindigkeit, für die die Straße ausgelegt wird.
- Dem Kurvenradius: Je enger eine Kurve gefahren wird, desto breiter ist die überstrichene Fläche.
- Der Länge des Fahrzeuges: Je länger ein Fahrzeug ist, desto größer ist die überstrichene Fläche.
- Der Lage der Achsen: Je nachdem, wo die Achsen im Verhältnis zur Fahrzeuglänge liegen, wird entweder eine größere Fläche zur Kurveninnenseite oder zur Kurvenaußenseite überstrichen (Warnhinweis "Heck schert aus").
- Der Gliederung des Fahrzeuges: Anhänger, Sattelauflieger, Nachläufer etc.
- Der Anzahl der gelenkten oder drehbaren Achsen.

Die überstrichene Fläche lässt sich mit Hilfe von vorgefertigten Schleppkurven, die für bestimmte Bemessungsfahrzeuge erstellt wurden, ermitteln. Für Spezialfahrzeuge können mit Hilfe von Computersimulationen die Schleppkurven berechnet werden. Basis für jede Berechnung bildet die so genannte Fahrlinie. Das Fahrzeug wird mit seinem Führungspunkt (in der Regel die Mitte der lenkenden Achse) entlang dieser Linie bewegt. 
Die überstrichenen Flächen sind von Lichtsignalanlagen, Schildern u. ä. freizuhalten und entsprechend zu befestigen. Dafür werden beispielsweise bei engen Radien Fahrstreifenverbreiterungen notwendig. Des Weiteren ist bei der Ausbildung von Kurven und Kreuzungen darauf zu achten, dass der Gegenverkehr nicht behindert und gefährdet wird.
Diese fahrgeometrische Bemessung von Verkehrsanlagen steht im Gegensatz zum fahrdynamischen Entwurf, wie er insbesondere bei Landstraßen und Autobahnen angewandt wird.
Die dreidimensionale Erweiterung der Schleppkurve wird als Hüllkurve bezeichnet.

## Normen und Standards
Deutschland
- FGSV-Verlag: Richtlinien für Bemessungsfahrzeuge und Schleppkurven zur Überprüfung der Befahrbarkeit von Verkehrsflächen, Köln, 2020.